# Luzula stenophylla
Luzula stenophylla är en tågväxtart som beskrevs av Ernst Gottlieb von Steudel. Luzula stenophylla ingår i Frylesläktet som ingår i familjen tågväxter. Inga underarter finns listade i Catalogue of Life.